# K.G.Thammaganahalli, Dod Ballapur
K.G.Thammaganahalli là một làng thuộc tehsil Dod Ballapur, huyện Bangalore Rural, bang Karnataka, Ấn Độ.